# پرزبان سبز
پرزبان سبز(نام علمی: Pteroglossus viridis) نام یک گونه از سرده پرزبان است.